# Lanwa Dongguan
Maillots
Le Lanwa Dongguan Football Club (en cantonais : 東莞市聯華足球會, et en chinois : 東莞市聯華足球俱樂部), plus couramment abrégé en Lanwa Dongguan, est un ancien club hongkongais de football fondé en 2005 et disparu en 2009, jouant à Hong Kong, mais basé à Dongguan en Chine (dans le Guangdong).

## Historique
- 2005 : fondation du club sous le nom de Lanwa Dongguan
- 2009 : Dissolution du club

## Bilan saison par saison
|           | I  | Points | Journées | V | N | D | B.M. | B.P. | Diff. |
| 2007-2008 | 8e | 20 pts | 18       | 4 | 8 | 6 | 25   | 31   | -6    |
| 2006-2007 | 5e | 26 pts | 18       | 8 | 2 | 8 | 37   | 26   | +11   |
| 2005-2006 | 5e | 17 pts | 14       | 4 | 5 | 5 | 14   | 20   | -6    |

## Personnalités du club

### Entraîneurs du club
- Piao Junjie

### Présidents du club
- Chen Weidong

## Logo du club

Ancien logo
Logo  hatuelle